# Eréndira Ibarra
Pour les articles homonymes, voir Ibarra.
Eréndira Ibarra, née le 25 septembre 1985 à Mexico, est une actrice mexicaine.

## Biographie
Ibarra est la fille du producteur Epigmenio Ibarra. Elle a passé son enfance à étudier au studio artistique de Casa Azul. Elle est ouvertement bisexuelle.

## Filmographie

### Telenovelas
| Année     | Titre                             | Rôle                    | Références |
| --------- | --------------------------------- | ----------------------- | ---------- |
| 2006      | Sexo, amor y otras perversiones 2 | Virgen María            |            |
| 2008      | Deseo prohibido                   | Rebeca Santos           |            |
| 2008-2012 | Capadocia                         | Sofía López             |            |
| 2010      | Las Aparicio                      | Mariana Almada          |            |
| 2011      | Bienvenida Realidad               | Mr. Kristein            |            |
| 2011      | El Octavo Mandamiento             | Casilda Barreiro        |            |
| 2011      | El Diez                           | Ximena Calleja          |            |
| 2012      | Infames                           | Casilda Barreiro        |            |
| 2014      | Camelia la Texana                 | Alison Bailow de Varela | [ 3 ]      |
| 2015      | Señorita Pólvora                  | Tatiana Hucke           | [ 4 ]      |
| 2015-2018 | Sense8                            | Daniela Velazquez       | [ 5 ]      |
| 2017-2018 | Ingobernable                      | Ana Vargas-West         |            |

### Films
- 2005 : Acapulco Golden (Assistante de casting)
- 2008 : Casi divas
- 2009 : Entre líneas
- 2009 : Juegos inocentes
- 2014 : Más negro que la noche : Pilar
- 2016 : Las Aparicio
- 2016 : La vida inmoral de la pareja ideal : Florentina Calle
- 2021 : Matrix Resurrections de Lana Wachowski

## Théâtre
- 2013 : Apócrifo : Elena
- 2013 : Extraños en un tren : Ana (participation spéciale)